# Lemery
Lemery es un municipio filipino de primera clase, perteneciente a la provincia de Batangas, en la isla de Luzón.

## Organización territorial
Se divide en cuarenta y seis barangayes, a saber:
- Anak-Dagat
- Arumahan
- Ayao-iyao
- Bagong Pook
- Bagong Sikat
- Balanga
- Bukal
- Cahilan I
- Cahilan II
- Dayapan
- Dita
- Gulod
- Lucky
- Maguihan
- Mahabang Dahilig
- Mahayahay
- Maigsing Dahilig
- Maligaya
- Malinis
- Masalisi
- Mataas Na Bayan
- Matingain I
- Matingain II
- Mayasang
- Niugan
- Nonong Casto
- Palanas
- Payapa Ibaba
- Payapa Ilaya
- District I
- District II
- District III
- District IV
- Rizal
- Sambal Ibaba
- Sambal Ilaya
- San Isidro Ibaba
- San Isidro Itaas
- Sangalang
- Talaga
- Tubigan
- Tubuan
- Wawa Ibaba
- Wawa Ilaya
- Sinisian East
- Sinisian East

## Demografía
Según el censo de 2020, tenía empadronados 93 186 habitantes.